# Alan of Galloway
Alan of Galloway († 15. Februar 1321) war ein schottischer Geistlicher. Ab spätestens 1305 war er Bischof von Sodor und Man.
Alan stammte aus dem südwestschottischen Galloway. Er wurde 1304 oder Anfang 1305 zum Bischof der Diözese Sodor und Man geweiht, nach Alans eigenen Angaben von Jørund, dem norwegischen Erzbischof von Nidaros, dem die Diözese unterstellt war. Am 26. März 1305 gewährte ihm der englische König Eduard I. sicheres Geleit, damit er eine Visitation seiner Diözese machen konnte. Als sich Robert Bruce 1306 zum König der Schotten erklärte und damit den Unabhängigkeitskrieg gegen England fortsetzte, stand Alan ihm zunächst ablehnend gegenüber. Erst 1309 oder 1310 erkannte er Robert Bruce als König von Schottland an, nach anderen Angaben wechselte er spätestens 1314 auf die schottische Seite. Wie Bischof Farquhar Bellejambe von Caithness betätigte er sich in der politisch unruhigen Zeit selten politisch. Nach seinem Tod wurde er nicht in der Kathedrale St German auf der St. Patrick’s Isle vor der Isle of Man, sondern in der St Mary's Church in Rothesay auf der Isle of Bute beigesetzt.